# رشته‌کوه مویای جنوبی
رشته‌کوه مویای جنوبی (روسی: Южно-Муйский хребе́т) یک رشته‌کوه در بوریاتیای کشور روسیه است.